# Cuisine poitevine
La cuisine poitevine regroupe les traditions culinaires correspondant à la région historique du Poitou, qui comprend les actuels départements de la Vendée (Bas-Poitou), Deux-Sèvres et de la Vienne (Haut-Poitou). Elle se caractérise par des influences venues de la cuisine charentaise.
C'est une cuisine rustique qui se base sur des produits du terroir comme par exemple le chou, les mogettes (haricots blancs secs), l'oseille, le beurre, l'agneau, le porc, les lumas (escargots)…
Le Poitou produit la moitié des fromages de chèvre consommés en France. C'est également une région de production viticole attestée depuis l'époque gallo-romaine,.

## Spécialités culinaires

### Entrées et soupes
- Chaudrée vendéenne : soupe de poisson
- Farci poitevin : pâté de légumes
- Fèves : graines encore vertes et tendres dégustées à la croque au sel
- Mijet : soupe sucrée au vin et aux morceaux de pain
- Pâté de Pâques
- Préfou : pain à l'ail

### Fruits et légumes

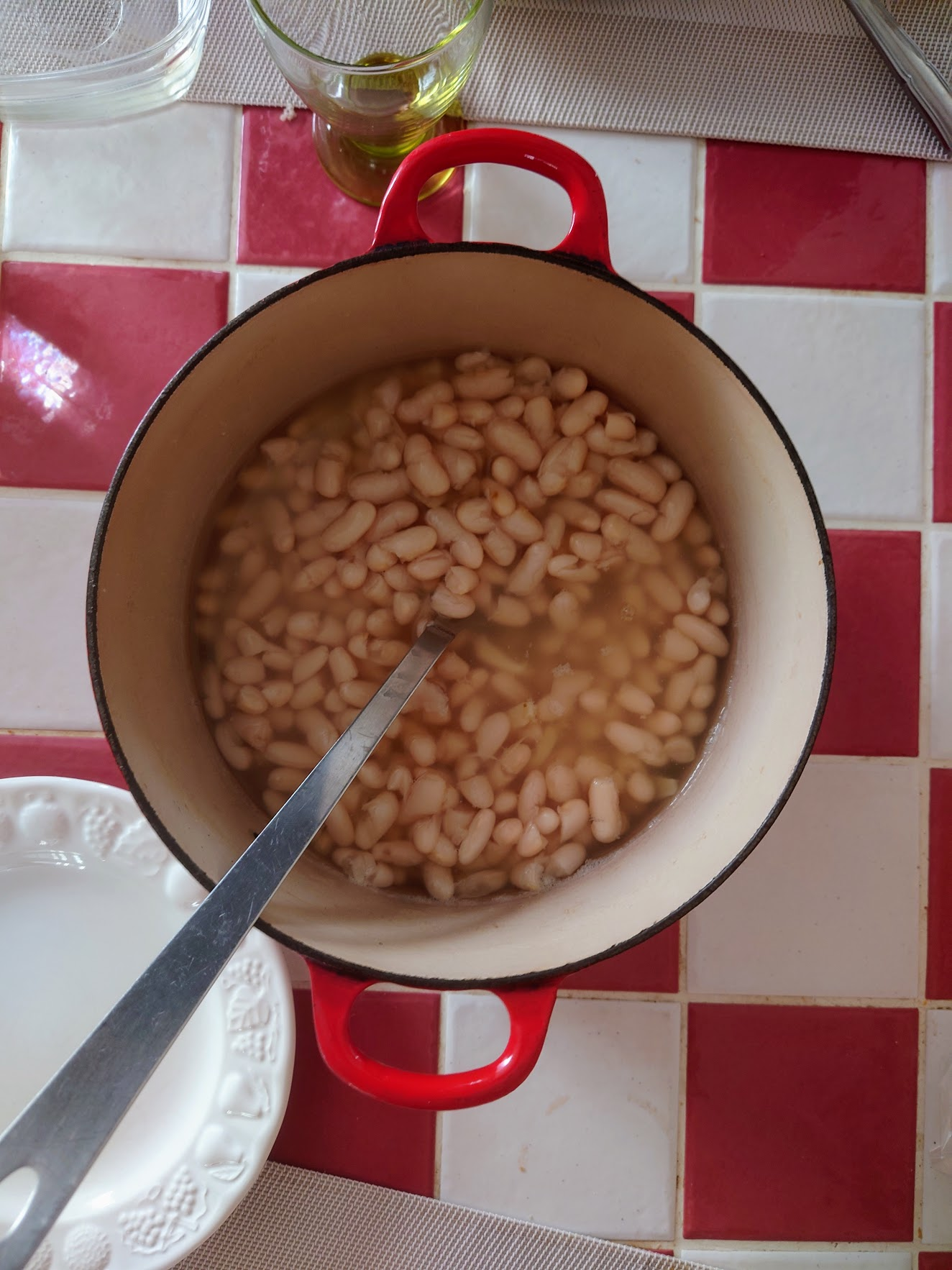
Plat de mojettes.

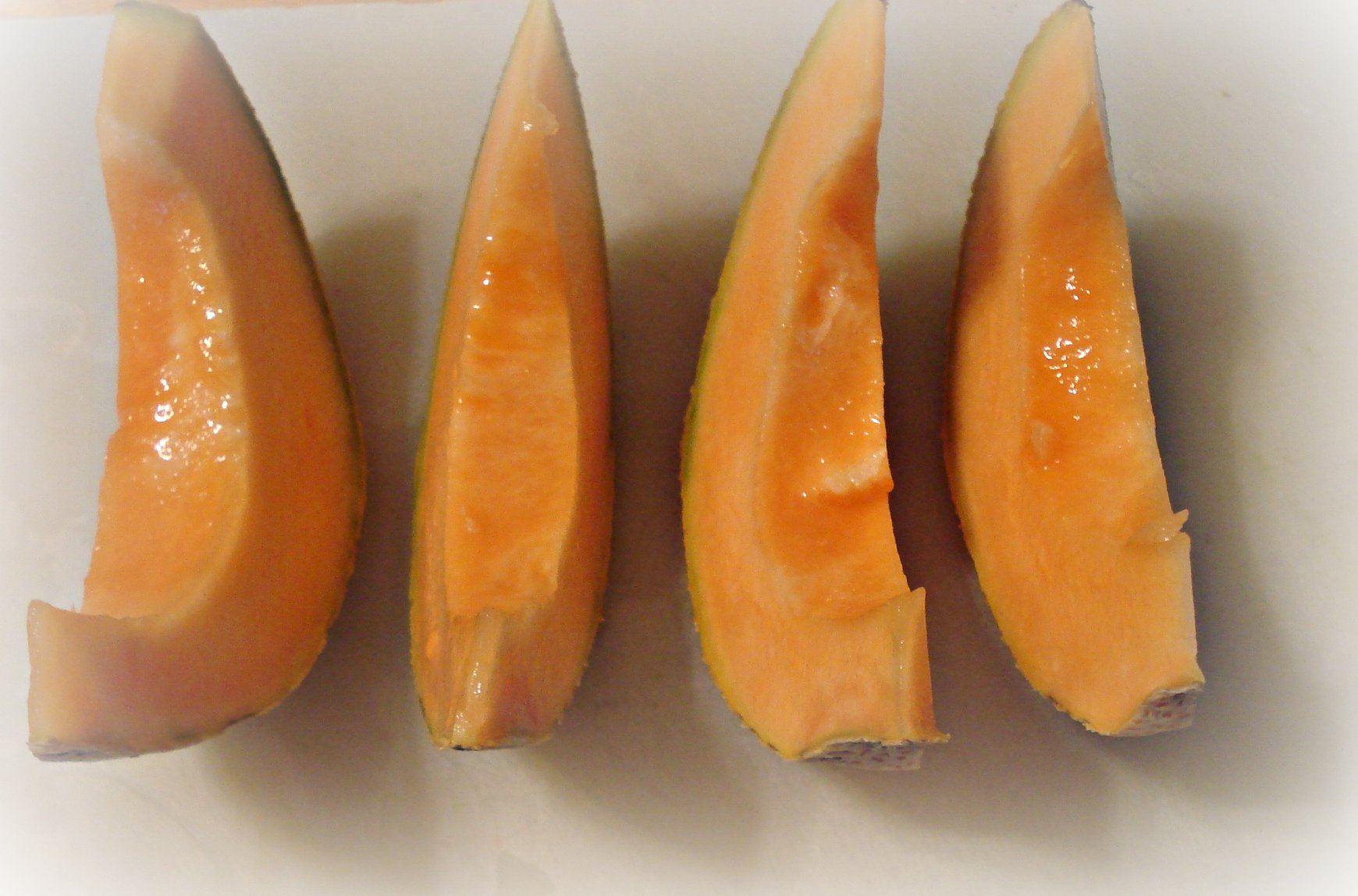
Melon du Haut-Poitou en tranches.

- Bonnotte de Noirmoutier, pomme de terre
- Melon du Haut-Poitou
- Mogettes : haricots blancs secs

### Plats
- Agneau du Poitou-Charentes
- Chevreau à l'ail vert (Pâques)[4]
- Far à l'oseille
- Farci poitevin
- Fressure poitevine (sauce de pire), sauce au vin réalisée avec des abats (poumons, cœur, foie) et du sang de cochon
- Fricassée d'anguilles du Marais
- Grattons : petits morceaux de porc cuits dans la graisse lors de la cuisine du cochon[5]
- Jambon de Vendée, IGP de 2014 mais recette de jambon traditionnelle dans tout le Poitou
- Matelote d'anguille
- Mouclade (baie de l'Aiguillon et partout en Poitou)
- Salade de chèvre chaud
- Sauce aux lumas (petit-gris) dite aussi « aux cagouilles » dans la partie du Haut-Poitou voisinant la Charente
- Sauce à la couenne

### Fromages et produits laitiers
- Beurre Charentes-Poitou
- Bonde de Gâtine
- Bougon

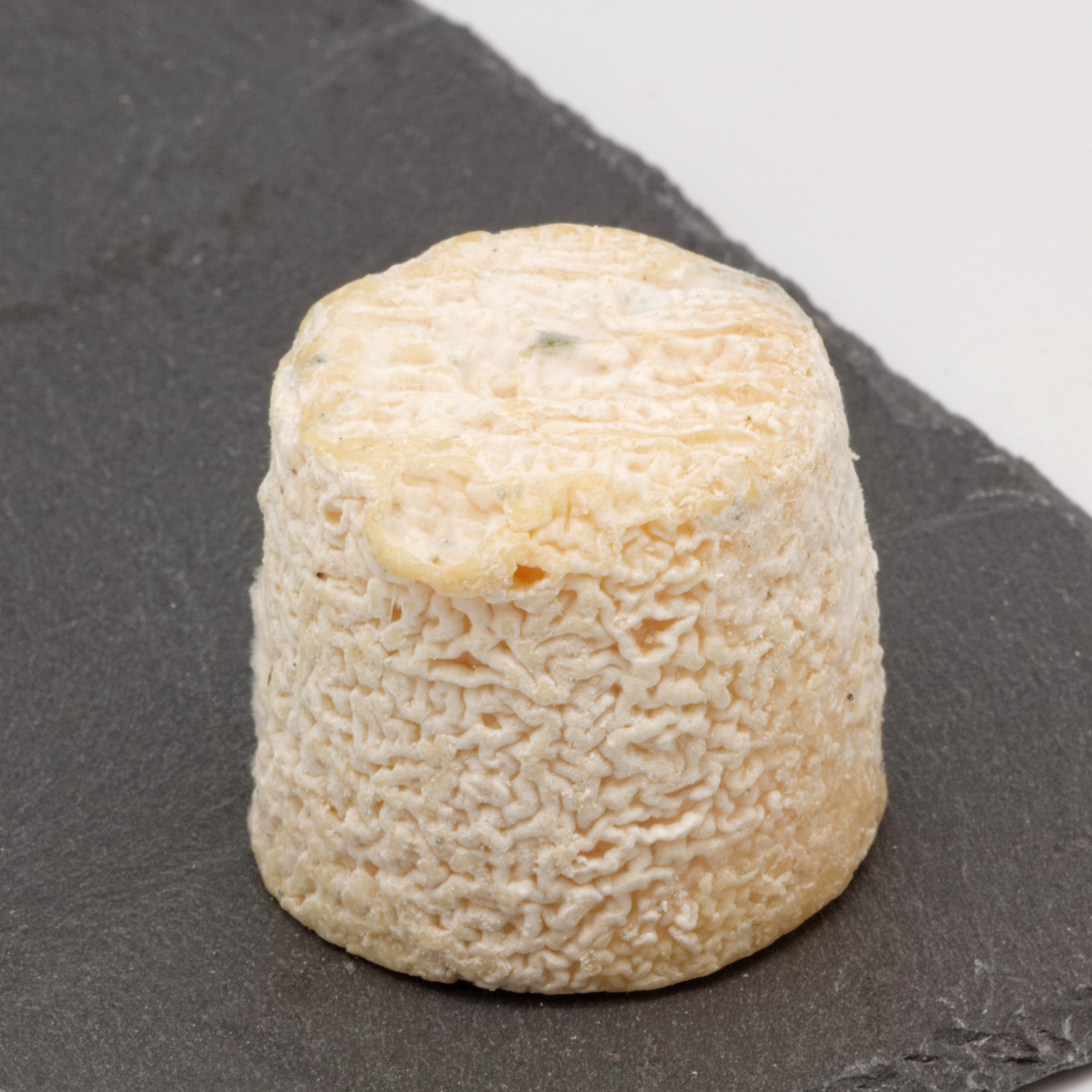
Chabichou du Poitou.

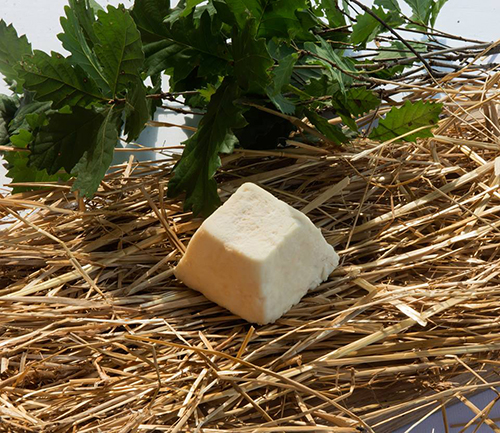
Pyramide du Poitou.

- Caillebotte : lait caillé à la présure ou à la chardonnette[6] à manger en dessert avec du sucre, présent en Vendée et en Deux-Sèvres
- Carré du Poitou
- Chabichou du Poitou
- Mothais sur feuille
- Mottin charentais
- Pyramide du Poitou

### Desserts
- Angélique de Niort
- Brioche vendéenne

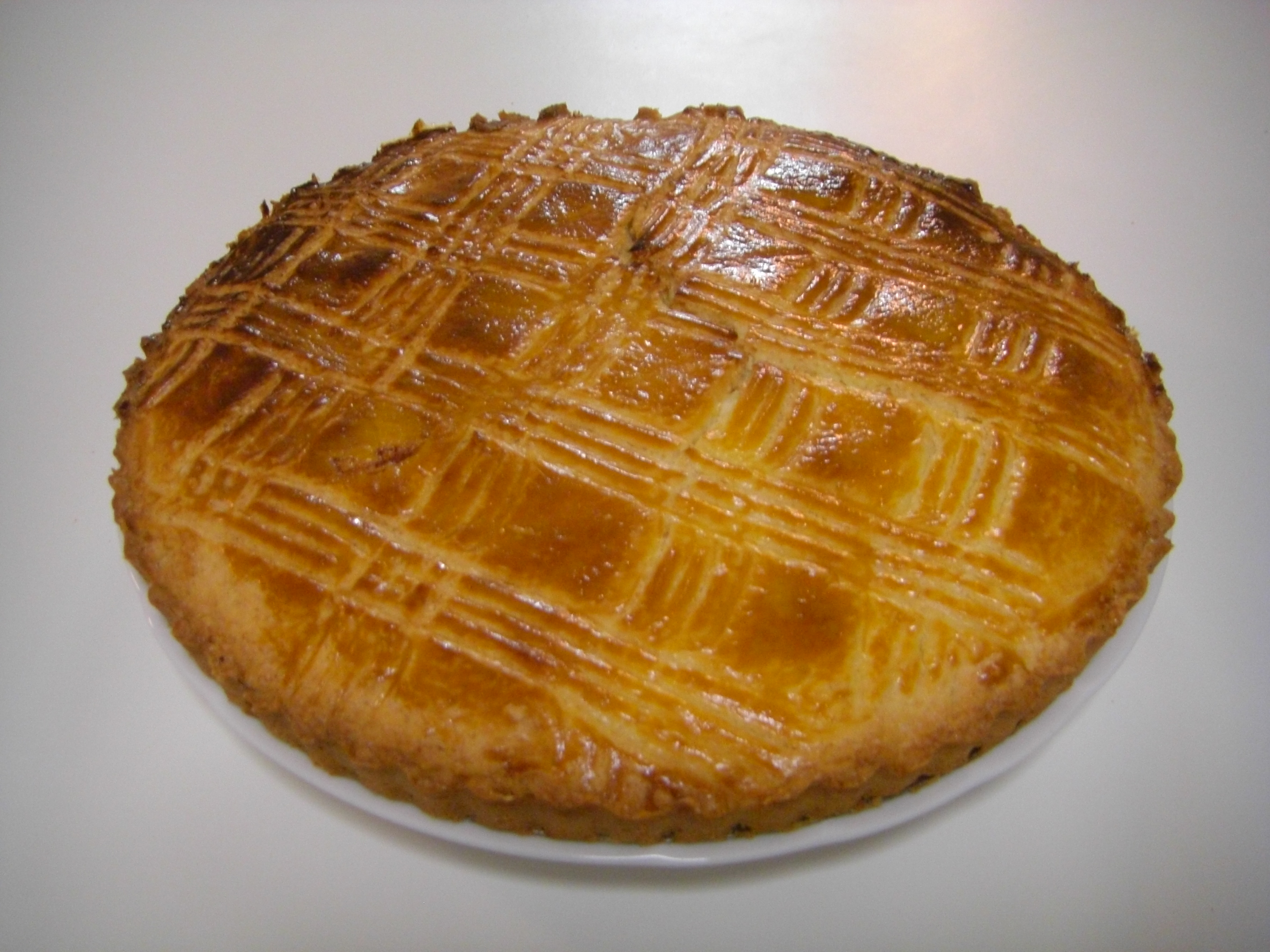
Broyé du Poitou.

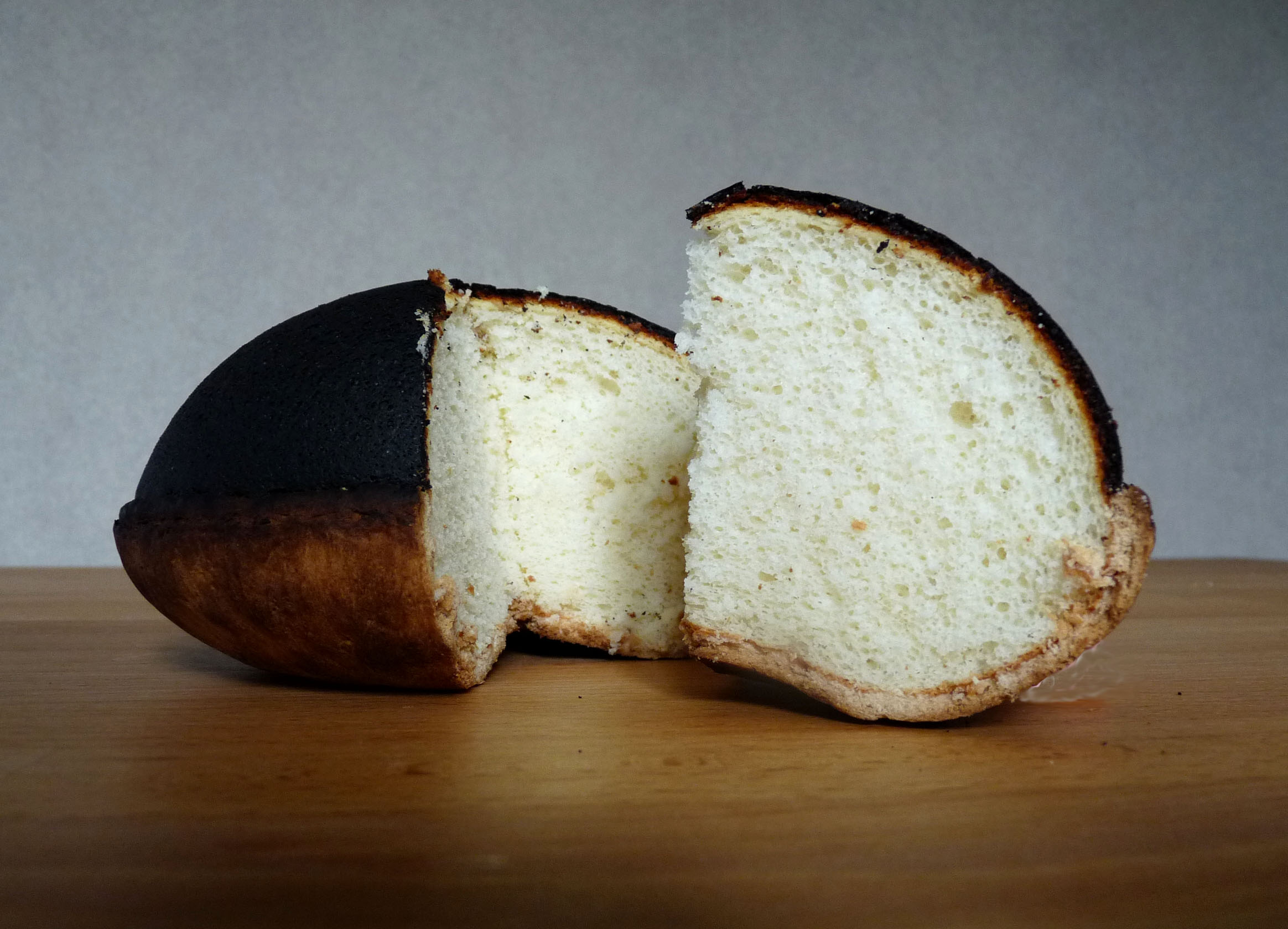
Tourteau fromagé.

- Broyé du Poitou : gâteau sec sablé[7]
- Dame blanche du Poitou : œufs à la neige
- Fouace
- Gâche de Vendée : brioche dont la mie serait plus serrée. Elle est principalement composée de farine, d'œufs, de beurre, de sucre et de crème fraîche
- Grimolle : gâteau aux pommes cuit traditionnellement au four sur feuilles de chou
- Macarons de Lusignan, de Montmorillon
- Tourteau fromagé : pâtisserie à base de fromage de chèvre frais
- Tourtisseaux, bottereaux, foutimassons, merveilles : beignets populaires au Mardi gras et à Pâques

### Vins
- Anjou
- Haut-poitou
- Saumur
- Vin d'épines ou trouspinette